# Tegeler Fließtal
Koordinaten: 52° 41′ 12″ N, 13° 24′ 3″ O

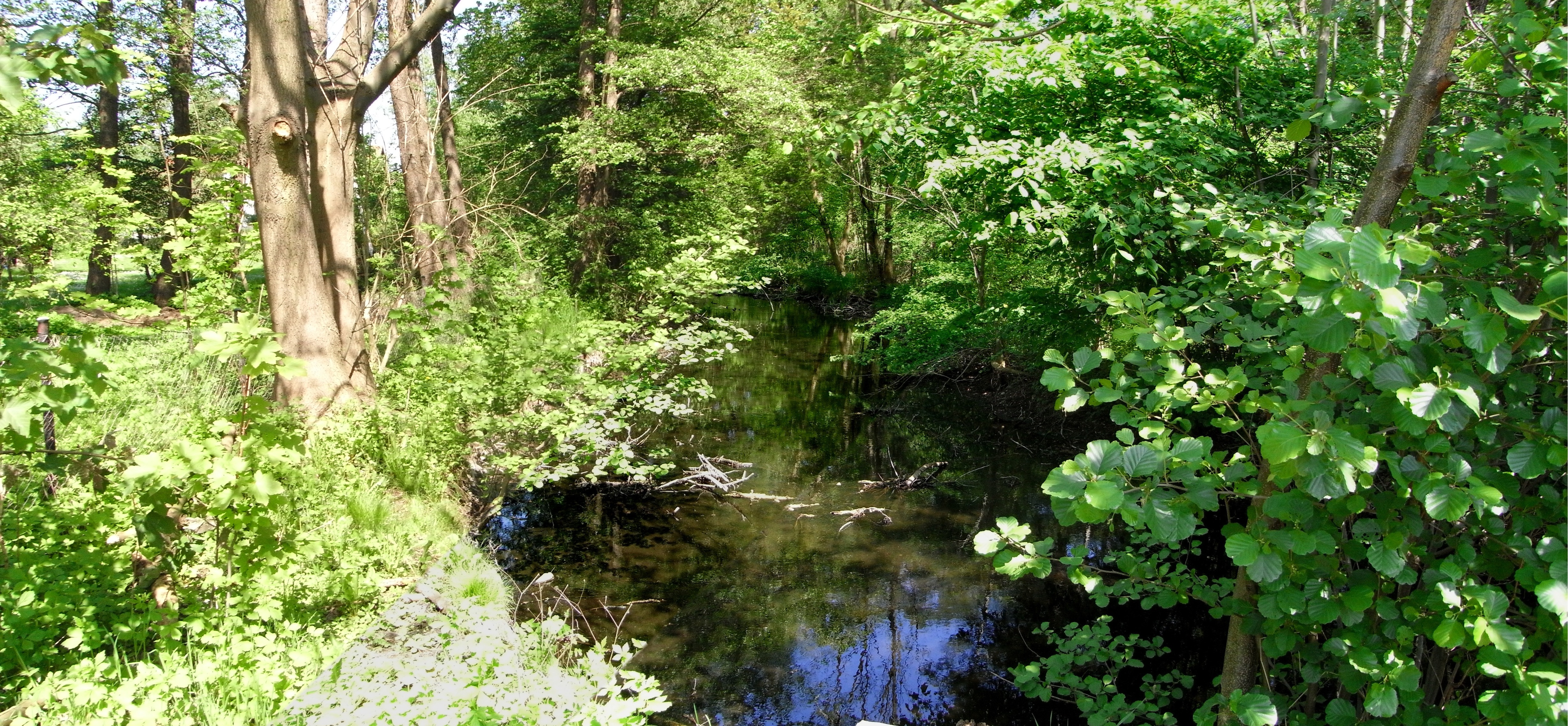
Naturschutzgebiet Tegeler Fließtal (Mai 2009)

Das Naturschutzgebiet Tegeler Fließtal liegt auf dem Gebiet der Landkreise Barnim und Oberhavel in Brandenburg.
Das Gebiet mit der Kenn-Nummer 1560 wurde mit Verordnung vom 5. September 2002 unter Naturschutz gestellt. Das 458 ha große Naturschutzgebiet, in dem der Mühlenbecker See liegt, erstreckt sich entlang des Tegeler Fließes zwischen Basdorf im Nordosten und Schildow im Südwesten. Westlich verläuft die Landesstraße L 21, östlich die L 100 und südwestlich die B 96a. Durch das Gebiet hindurch verlaufen die A 10 und die L 30. Am südöstlichen Rand verläuft die Landesgrenze zu Berlin.